# Taro Tsujimoto
Tarō Tsujimoto (jap. ツジモト・タロウ Tsujimoto Tarō) – fikcyjny japoński hokeista, mający grać na pozycji środkowego napastnika, wybrany przez Buffalo Sabres podczas draftu do NHL w 1974 roku.
W trakcie przeciągającego się Draftu 1974 (wyborów dokonywano wówczas telefonicznie, a liczba rund mogła się zwiększać aż do wyczerpania puli graczy) znudzony i poirytowany George „Punch” Imlach, generalny menadżer Buffalo Sabres, postanowił zażartować sobie z ligi i jej prezydenta Clarence'a Campbella. Przed 11. rundą naboru polecił jednemu ze swoich podwładnych „stworzenie” gracza, którego miał następnie wybrać. Był przekonany, że wśród wciąż dostępnych kandydatów nie było nikogo z większymi szansami na grę w zawodowej lidze. Wymyślony zawodnik grał na pozycji środkowego i pochodził z nieistniejącego klubu Tokyo Katanas („katana” to rodzaj japońskiego miecza), co było oczywistą aluzją do nazwy Sabres, czyli „szable”. Przezorny pracownik klubu, który znalazł nazwisko Tsujimoto w książce telefonicznej miasta Buffalo, skontaktował się z noszącą je osobą, uzyskując zgodę na jego użycie, a wypytując o najpopularniejsze japońskie imiona, zdecydował się na Tarō. Nagabywany przez media Imlach początkowo zapewniał, że Tsujimoto dołączy wkrótce do drużyny, jednak tuż przed rozpoczęciem obozu treningowego przyznał się do mistyfikacji.
NHL w oficjalnych wynikach draftu z 1974 roku traktuje nr 183 jako „nieważny wybór”, ale w wielu publikacjach można nadal znaleźć nazwisko japońskiego napastnika. W 2011 roku amerykański oddział przedsiębiorstwa Panini za zgodą NHL oraz związku graczy (NHLPA) umieścił Tsujimoto na jednej z kolekcjonerskich kart. Zawiera ona zdjęcie anonimowego hokeisty o dalekowschodnich rysach oraz informację o tym, że urodził się 15 marca 1953 roku, mierzy 175 cm, waży 75 kg i gra lewym kijem.
Pierwszym – prawdziwym – draftowanym hokeistą z Japonii był Hiroyuki Miura, wybrany w 1992 roku przez Montreal Canadiens (jako 260. w kolejności), a pierwszym, który wystąpił na lodowiskach NHL – bramkarz Yutaka Fukufuji (4 mecze dla Los Angeles Kings w 2007 roku).